# Вороновка (Черкасская область)
Вороно́вка (укр. Воронівка) — село в Городищенском районе Черкасской области Украины. Находится на реке Ольшанка (приток Днепра).
Население по переписи 2001 года составляло 1164 человека. Почтовый индекс — 19532. Телефонный код — 4734. Код КОАТУУ — 7120382001.

## Местный совет
19532, Черкасская обл., Городищенский р-н, с. Вороновка, ул. Победы, 17